# Елвір Кольїч
Елвір Кольїч (босн. Elvir Koljić, нар. 8 липня 1995, Вальядолід) — боснійський футболіст, нападник «Університаті» та національної збірної Боснії і Герцеговини.

## Клубна кар'єра
Народився 8 липня 1995 року в місті Вальядолід, Іспанія, але футболом займався у Боснії і Герцеговині в команді «Ключ» з однойменного міста. Восени 2013 року, незабаром після того, як йому виповнилося 18 років, він перейшов до словенської команди «Триглав». 26 жовтня 2013 року він провів єдиний матч за клуб у Першій лізі Словенії проти «Олімпії» (Любляна) (1:0).
Влітку 2014 року Кольїч повернувся назад до Боснії, підписавши контракт із «Крупою», що грала у нижчому дивізіоні, але вже у лютому наступного року став гравцем іншого місцевого клубу «Борац» (Баня-Лука). 28 лютого 2015 року дебютував у місцевій Прем'єр-лізі у матчі проти «Младості» (Велика Обарська) (2:0) і з цього моменту став основним гравцем. 25 квітня 2015 року він забив свій перший гол на дорослому рівні у ворота «Радника» (Бієліна).
У січні 2016 року він залишив команду і повернувся до «Крупи» і у другій частині сезону 2015/16 забив 11 голів у 11 матчах, що сприяло першому в історії виходу його клубу до вищої ліги Боснії. Там з командою у сезоні 2016/17 Прем'єр-ліги в 26 іграх він забив 13 голів, ставши другим найкращим бомбардиром турніру, а у наступному сезоні 29 листопада 2017 року забив свій перший в кар'єрі хет-трик в грі проти «Рудара» (Прієдор).
У лютому 2018 року Кольїч був відданий в оренду до кінця сезону в польський «Лех». 11 лютого він дебютував в Екстракласі в матчі проти «Арки» (Гдиня) (0:0) і швидко став основним гравцем, втім через три тижні, під час зустрічі з «Сілезією» (Вроцлав) Елвір зазнав розриву колатеральної зв'язки, що призвело до пропуску двох місяців. У травні боснієць після відновлення зіграв ще два матчі чемпіонату, але після закінчення сезону 2017/18 керівництво клубу вирішило не викуповувати контракт гравця. Загалом він провів 5 матчів чемпіонату за «Лех» і не забив жодного голу.
Після повернення до «Крупа» Кольїч у 7 матчах чемпіонату забив 8 голів, завдяки чому ще до закриття трансферного вікна у серпні 2018 року за 500 тисяч євро перейшов у румунську «КС Університатю». 1 вересня 2018 року він дебютував у Лізі I у матчі проти бухарестського «Динамо» (3:0), де забив гол і загалом у першому сезоні забив 13 голів у 19 іграх. У липні 2020 року він продовжив свій контракт до червня 2025 року. Наступний сезон 2020/21 Кольїч розпочав вкрай вдало, забивши у перших п'яти турах 6 голів чемпіонату і був найкращим бомбардиром Ліги І, але у шостій грі 2 жовтня 2020 року проти «Політехніки» (Ясси) наприкінці першого тайму боснієць отримав серйозну травму ноги через фол Маріуса Міхілака, після якої лікарям довелося розрізати бутс футболіста, а самого гравця прямо з поля відправили на кареті «швидкої допомоги» в лікарню. Там стало відомо, що у Кольїча перелом малогомілкової кістки зі зміщенням, і він теж трохи зайшов у щиколотку, тому йому знадобиться операція, після якої футболіст повернеться десь лише через 6-8 місяців.

## Виступи за збірну
У січні 2018 року він отримав від Роберта Просинечки перший виклик до національної збірної Боснії і Герцеговини на товариські матчі зі США та Мексикою і 28 січня дебютував за національну збірну в поєдинку проти США (0:0) в Карсоні.
Наразі провів у національній команді 4 матчі.

## Титули і досягнення
- Володар Кубка Румунії (1):

КС Університатя (Крайова): 2020-21
- Володар Суперкубка Румунії (1):

КС Університатя (Крайова): 2021
| Дата      | Місто       | Господарі            | Результат | Гості                | Турнір                               | Голи | Примітки |
| --------- | ----------- | -------------------- | --------- | -------------------- | ------------------------------------ | ---- | -------- |
| 28-1-2018 | Карсон      | США                  | 0 – 0     | Боснія і Герцеговина | товариський матч                     | -    | 46'      |
| 31-1-2018 | Сан-Антоніо | Мексика              | 1 – 0     | Боснія і Герцеговина | товариський матч                     | -    | 73'      |
| 23-3-2019 | Сараєво     | Боснія і Герцеговина | 2 – 1     | Вірменія             | Відбір до ЧЄ 2020                    | -    | 87'      |
| 7-9-2020  | Зениця      | Боснія і Герцеговина | 1 – 2     | Польща               | Ліга націй УЄФА 2020-2021 - 1-й етап | -    |          |
| Усього    |             | Матчів               | 4         |                      | Голів                                | 0    |          |